# ویتانجلو اسپاداوکیا
ویتانجلو اسپاداوکیا (انگلیسی: Vitangelo Spadavecchia؛ زادهٔ ۲۵ نوامبر ۱۹۸۲) بازیکن فوتبال اهل ایتالیا است.
از باشگاه‌هایی که در آن بازی کرده‌است می‌توان به باشگاه فوتبال سورنتو کالچو، باشگاه فوتبال باری، باشگاه فوتبال کاتانیا، و باشگاه فوتبال دلفینو پسکارا اشاره کرد.
وی همچنین در تیم ملی فوتبال زیر ۲۰ سال ایتالیا بازی کرده‌است.